# Préaux (Mayenne)
Pour les articles homonymes, voir Préaux.
 (novembre 2009).
Préaux est une commune française, située dans le département de la Mayenne en région Pays de la Loire, peuplée de 161 habitants.
La commune fait partie de la province historique du Maine, et se situe dans le Bas-Maine.

## Géographie

### Communes limitrophes
| La Cropte | La Cropte                       | Chémeré-le-Roi        |
| La Cropte | Préaux                          | Ballée                |
| Le Buret  | Le Buret, Beaumont-Pied-de-Bœuf | Beaumont-Pied-de-Bœuf |

### Climat
Pour des articles plus généraux, voir Climat des Pays de la Loire et Climat de la Mayenne.
En 2010, le climat de la commune est de type climat océanique dégradé des plaines du Centre et du Nord, selon une étude du CNRS s'appuyant sur une série de données couvrant la période 1971-2000. En 2020, Météo-France publie une typologie des climats de la France métropolitaine dans laquelle la commune est exposée à un climat océanique et est dans la région climatique  Moyenne vallée de la Loire, caractérisée par une bonne insolation (1 850 h/an) et un été peu pluvieux. 
Pour la période 1971-2000, la température annuelle moyenne est de 11,4 °C, avec une amplitude thermique annuelle de 14 °C. Le cumul annuel moyen de précipitations est de 705 mm, avec 11,8 jours de précipitations en janvier et 6,5 jours en juillet. Pour la période 1991-2020, la température moyenne annuelle observée sur la station météorologique de Météo-France la plus proche, sur la commune de Saint-Loup-du-Dorat à 6 km à vol d'oiseau, est de 12,2 °C et le cumul annuel moyen de précipitations est de 760,0 mm,. Pour l'avenir, les paramètres climatiques de la commune estimés pour 2050 selon différents scénarios d'émission de gaz à effet de serre sont consultables sur un site dédié publié par Météo-France en novembre 2022.

## Urbanisme

### Typologie
Au 1er janvier 2024, Préaux est catégorisée commune rurale à habitat très dispersé, selon la nouvelle grille communale de densité à sept niveaux définie par l'Insee en 2022.
Elle est située hors unité urbaine et hors attraction des villes,.

### Occupation des sols
L'occupation des sols de la commune, telle qu'elle ressort de la base de données européenne d’occupation biophysique des sols Corine Land Cover (CLC), est marquée par l'importance des territoires agricoles (96,8 % en 2018), en diminution par rapport à 1990 (100 %). La répartition détaillée en 2018 est la suivante : 
terres arables (55,6 %), prairies (32,9 %), zones agricoles hétérogènes (8,3 %), forêts (3,2 %). L'évolution de l’occupation des sols de la commune et de ses infrastructures peut être observée sur les différentes représentations cartographiques du territoire : la carte de Cassini (XVIIIe siècle), la carte d'état-major (1820-1866) et les cartes ou photos aériennes de l'IGN pour la période actuelle (1950 à aujourd'hui).

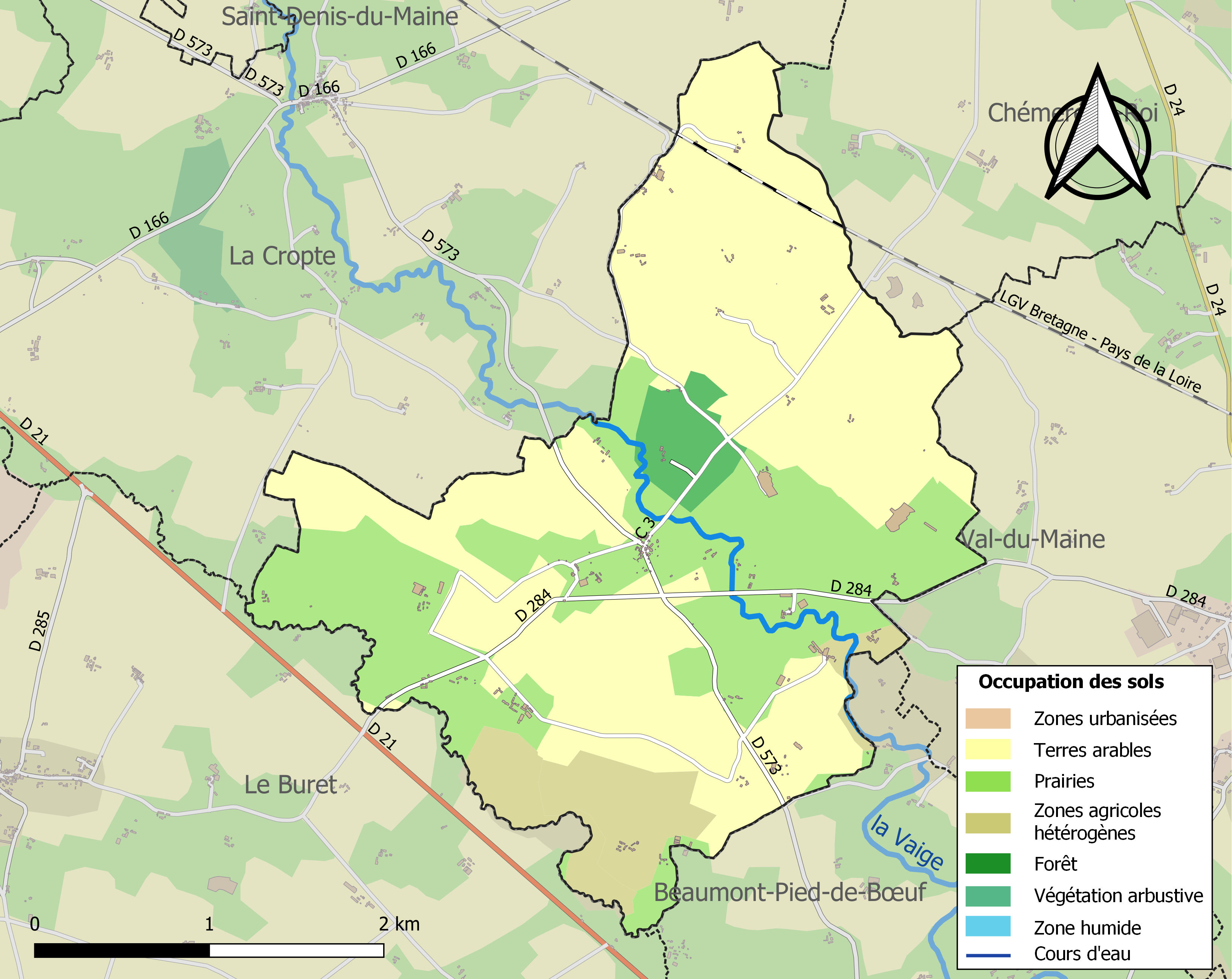
Carte des infrastructures et de l'occupation des sols de la commune en 2018 (CLC).

## Toponymie
Le nom de la localité est attesté sous les formes de Pratellis en 643 et de Pradellis en 802. Le toponyme serait issu du bas latin pratellum, « petit pré ».
Le gentilé est Préauxois.

## Histoire
En 802, Charlemagne rend et confirme à l’église du Mans Préaux (De villa Pradellis). En 832, Louis le Pieux en assure les revenus au clergé : De villa Pradellis,.
On trouve le nom de Préaux dans une foule de titres et documents anciens ; mais l’attribution des textes à la paroisse de Préaux paraît difficile.
S'il faut en croire l’avocat de M. de Hardouin, partie adverse de M. René de Chantepie, voici quelle serait l'origine du titre des seigneurs de Préaux que les membres de cette famille s'attribuaient, 1706.
Les seigneurs de Laval ont été les premiers seigneurs de Préaux, et ils vendirent leurs droits aux de Chantepie. Les de Chantepie portaient depuis longtemps le titre de sieurs sinon de seigneurs de Préaux. Au cours du XVIe siècle ils avaient fait construire une chapelle attenante à leur château, joignant d'un autré côté l’église, avec laquelle on l'avait mise en communication, et qui leur servait de lieu de sépulture. Ils étaient seigneurs de paroisse avec les droits honorifiques que ce titre suppose, et avaient la haute justice.
L'abbé Angot ne sait si la famille de Chantepie qui se trouve à Préaux aux XVIe, XVIIe, XVIIIe siècles tire son nom du fief voisin de Chantepie en Saulges. Il ignore également si Jean de Chantepie qui rend aveu en 1464 au seigneur des Trées de la même paroisse, était sieur dudit lieu, et s'il est un des ancêtres des sieurs de Préaux. Celui-ci eut pour héritiers Lancelot, Colin et Jean Chantepie qui figurent en 1484 dans un aveu au fief de Pincesme en Ballée.
Ce sont les registres paroissiaux qui fournissent les premiers renseignements certains que l'abbé Angot connaît sur les Chantepie, sieurs du Bu et de Préaux.
Contrairement à la plupart des communes de l'arrondissement de Château-Gontier, Préaux ne faisait pas partie de l'Anjou, mais du Maine. La paroisse était néanmoins située dans le pays d'élection de La Flèche.

## Politique et administration

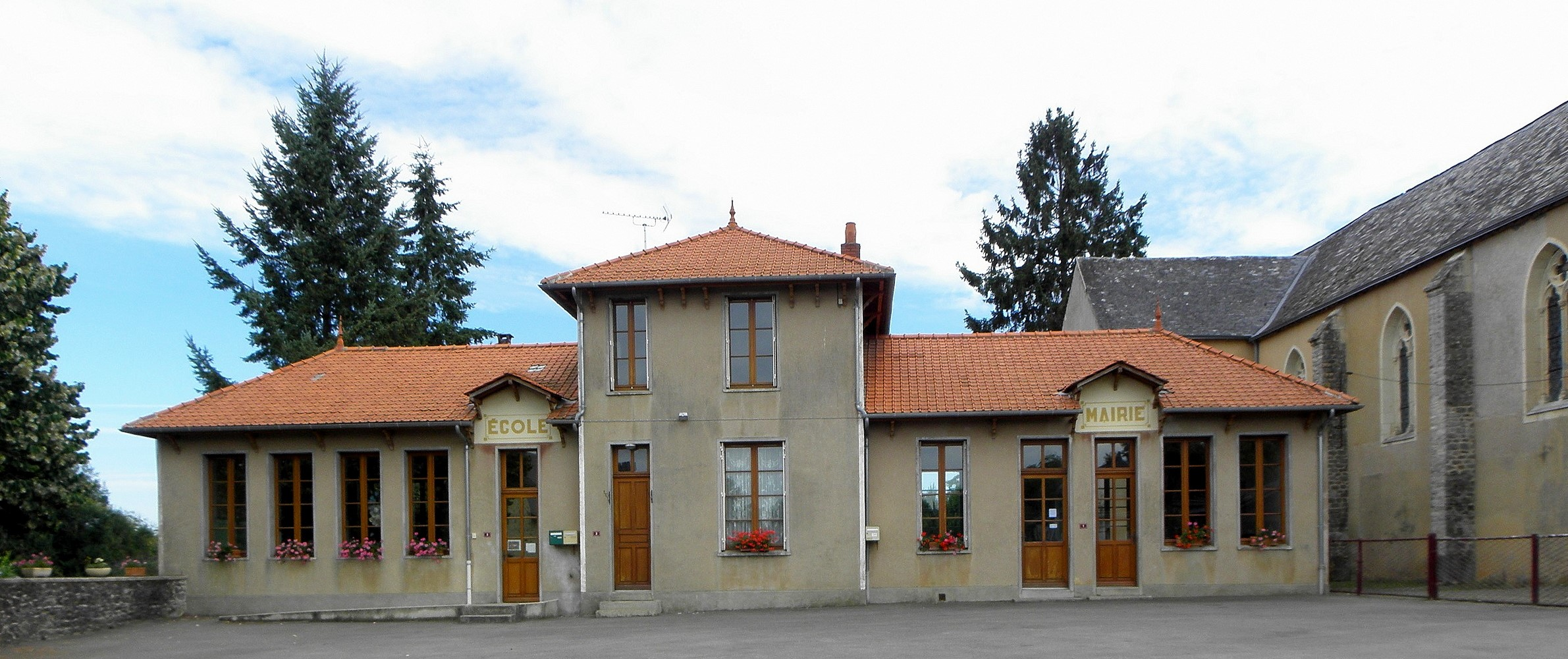
La mairie-école.

Le conseil municipal est composé de onze membres dont le maire et deux adjoints.

## Population et société

### Démographie
L'évolution du nombre d'habitants est connue à travers les recensements de la population effectués dans la commune depuis 1793. Pour les communes de moins de 10 000 habitants, une enquête de recensement portant sur toute la population est réalisée tous les cinq ans, les populations de référence des années intermédiaires étant quant à elles estimées par interpolation ou extrapolation. Pour la commune, le premier recensement exhaustif entrant dans le cadre du nouveau dispositif a été réalisé en 2006.
En 2022, la commune comptait 161 habitants, en évolution de −3,59 % par rapport à 2016 (Mayenne : −0,73 %, France hors Mayotte : +2,11 %).
Préaux a compté jusqu'à 416 habitants en 1851.
| 1793 | 1800 | 1806 | 1821 | 1831 | 1836 | 1841 | 1846 | 1851 |
| ---- | ---- | ---- | ---- | ---- | ---- | ---- | ---- | ---- |
| 391  | 327  | 368  | 395  | 382  | 387  | 394  | 414  | 416  |

| 1856 | 1861 | 1866 | 1872 | 1876 | 1881 | 1886 | 1891 | 1896 |
| ---- | ---- | ---- | ---- | ---- | ---- | ---- | ---- | ---- |
| 388  | 361  | 367  | 340  | 339  | 336  | 348  | 329  | 300  |

| 1901 | 1906 | 1911 | 1921 | 1926 | 1931 | 1936 | 1946 | 1954 |
| ---- | ---- | ---- | ---- | ---- | ---- | ---- | ---- | ---- |
| 292  | 283  | 282  | 246  | 240  | 248  | 241  | 240  | 232  |

| 1962 | 1968 | 1975 | 1982 | 1990 | 1999 | 2006 | 2011 | 2016 |
| ---- | ---- | ---- | ---- | ---- | ---- | ---- | ---- | ---- |
| 237  | 189  | 160  | 135  | 130  | 156  | 170  | 170  | 167  |

| 2021 | 2022 | - | - | - | - | - | - | - |
| ---- | ---- | - | - | - | - | - | - | - |
| 162  | 161  | - | - | - | - | - | - | - |

## Culture locale et patrimoine

### Lieux et monuments

#### Église
L'église Saint-Martin, reconstruite au troisième quart du XIXe siècle, fait l'objet d'une inscription au titre des Monuments historiques depuis le 9 novembre 2000.

#### Cimetière
Les sépultures dans l'église étaient rares jusqu'au milieu du XVIIe siècle. Les prêtres eux-mêmes étaient inhumés au cimetière. L'usage prit à cette époque, à Préaux comme presque partout, d'enterrer un grand nombre de personnes dans l'église, même en dehors du clergé et des seigneurs ; cet usage dura jusque vers l'an 1760.
Cimetières : le cimetière a toujours été une dépendance de l'église et primitivement il en était une annexe. Il y en avait presque partout deux, soit qu'un seul fût devenu insuffisant, soit pour marquer la séparation des sépultures d'enfants. À Préaux, il n'y en eut jamais qu'un seul ; il entourait l'église en partie. Il fut remplacé par un nouveau, qui sert encore aujourd'hui, à la fin du XVIIIe siècle.
Un monument placé d'abord dans l'ancien cimetière, transporté dans le nouveau, a été conservé à sa place jusqu'à nos jours, et mérite d'être signalé. C'est une croix de Malte en fer forgé et massif préparée pour recevoir son épitaphe et pour surmonter sa tombe, par un pieux et industrieux maréchal de Préaux, membre de cette famille Bouvier dont il a été question dans la liste du clergé.
André René Le Paige estime la cure à 600 livres. Les archives départementales de la Mayenne contiennent des pièces suivantes concernant le presbytère de Préaux et le temporel de la cure

#### Chapelles
Il y avait à Préaux deux chapelles fondées sur lesquelles les renseignements suivants tirés sont presque tous du pouillé du diocèse.
- Chapelle Saint-Rémi, dite de la Tousche, dont le temporel consistait en la terre de ce nom, située en la paroisse du Buret. Elle était desservie dans la chapelle du château du Pin. Le présentateur était le seigneur du Pin, le collateur, l'évêque. Le chapelain était tenu à deux messes par semaine. La première nomination à ce bénéfice mentionnée au pouillé du Mans est de 1658. En 1757 le titulaire était François Defay, principal du collège de Chantenay.
- Chapelle de la Gouyardière, dite de Préaux. Le seigneur de paroisse présente, l'évêque confère. Elle fut fondée en 1517 par Jean Edin, prêtre. En 1664 et 1673, Gervaise François, prêtre de Préaux, était titulaire ; en 1746 on trouve comme chapelain Guillaume Salbert, d'Angers ; en 1781 M. de la Barre, du même diocèse. Le lieu de la Gouyardière qui dépendait de cette chapelle était en Préaux. Les charges étaient aussi de deux messes par semaine.

Il y avait à Préaux plusieurs autres fondations de moindre importance qui se trouvent signalées çà et là dans ce travail. Les Templiers possédaient à Préaux un lieu nommé la Templerie, qui devint la propriété de la commanderie de Thévalle.

#### Cicé
Cicé est actuellement une ferme sur la route de Préaux à Chemeré, sur la gauche. On y voit encore l'ancienne chapelle accolée au bâtiment principal, qu'on ne reconnaît qu'à la forme de son toit aigu. L'intérieur très élevé avait autrefois une sorte de voûte en lattis. Cet antique sanctuaire sert au début du XXe siècle de cellier et de grenier, grâce à un plancher qui en divise la hauteur. La terre et le fief de Cicé appartient à une des branches de la famille de Guérin. Les sieurs de Cicé étaient recommandés au prône du dimanche, nommément Jean de Guérin.

### Personnalités liées à la commune
- Pierre Claude Lebaillif (1772 à Préaux - 1822), militaire.

## Héraldique
| Blason de Préaux | Blason  | De sinople, à une épée haute accostée de deux têtes de cheval affrontées, le tout d’argent ; au chef ondé d’argent, à deux bandes de gueules. |
| Blason de Préaux | Détails | Le sinople ou vert en héraldique représente le nom du village en symbolisant la verdure des nombreux prés. L’ondé du chef indique la présence de la Vaige, rivière qui traverse le territoire communal de part en part. L’épée est l’un des symboles de Martin, saint patron de la paroisse de Préaux. Les têtes de cheval indiquent que la commune a une tradition très ancrée dans le domaine des équidés. Cette expérience a d’ailleurs permis à une écurie du territoire communal de remporter deux fois le prix d’Amérique. Le chef rappelle le blason de la famille Pannard, seigneur de Préaux. La reprise intégrale du blason de seigneur étant formellement interdite pour la commune, il suffit d’en emprunter un ou plusieurs éléments. Les ornements sont deux gerbes de blé d’or, mises en sautoir par la pointe et liées de sinople afin d’honorer l’activité agricole de la commune. Le listel d’argent porte le nom de la commune en caractères majuscules de sable. La couronne de tours dit que l’écu est celui d’une commune ; elle n’a rien à voir avec des fortifications. Le statut officiel du blason reste à déterminer. |